# 다나카 요코
다나카 요코(일본어: 田中 陽子, 1993년 7월 30일 ~ )는 일본의 여자 축구 선수이다.

## 국가대표팀 경력
2008년과 2010년 FIFA U-20 여자 월드컵에 출전, 2010년 U-20 월드컵 준우승. 2012년 FIFA U-20 여자 월드컵에도 출전, 3위. 그녀는 6경기에 출전, 6득점을 넣었다.
그녀는 2013년 알가르브컵에 참가할 일본 국가대표팀에 발탁되었으며, 3월 6일 노르웨이와의 경기에서 데뷔했다. 그녀는 국제 A매치 통산 4경기에 출전했다.

## 통계
| 일본 | 일본 | 일본 |
| 연도 | 출전 | 득점 |
| ---- | ---- | ---- |
| 2013 | 4    | 0    |
| 통산 | 4    | 0    |